# 이경은 (미스코리아)
이경은(1986년 7월 21일 ~ )은 대한민국의 가수이자 미스코리아이다. 2005년 제 49회 미스코리아 선을 수상하였으며, 소속 그룹은 '프리즈'이다. 2006년 키즈 버라이어티 쇼 <비바 프리즈>를 통해 데뷔하면서 2007년에는 프리즈 1집 앨범 <너의 꿈을 말해봐>을 통해 가수로서 데뷔하였다.

## 학력
- 청주과학대학 비서정보학과 졸업

## 경력
- 2005년 미스코리아 선(善)
- 2005년 미스 인터내셔널 선발대회 한국대표

## 방송 활동

### 영화
- 《내 눈에 콩깍지》(2009년) - 미녀 1역.

### TV 출연작
- 《나도, 꽃!》 (MBC, 2011년) - 박주연 역.
- 《하자전담반 제로!》 (MBC 드라마넷, 2009년) - 오수정 역.
- 《비바! 프리즈》 (SBS, 2006년)
- 《궁중잔혹사 꽃들의 전쟁》 (JTBC. 2013년)